# Robert de Croixmare
Robert de Croixmare (1445 – Rouen, 18 luglio 1493) è stato un arcivescovo cattolico francese.

## Biografia
È nato intorno al 1445 da una famiglia di ricchi mercanti e avvocati. Dopo aver terminato gli studi in legge si è laureato in diritto civile. Probabilmente ordinato verso il 1469, nel 1470 è divenuto parroco a Rougemontiers, nel 1473 a Grainville-la-Teinturière e arcidiacono a Bretteville-du-Grand-Caux nel 1476.
Dal 14 marzo 1483 fino alla sua morte, 18 luglio 1493, è stato arcivescovo di Rouen. Durante il suo episcopato ha promosso la costruzione di una nuova torre della cattedrale di Rouen, che verrà tuttavia completata dopo la sua morte, nel 1507. È sepolto nella cappella Notre-Dame della cattedrale di Rouen; la sua tomba si trova accanto a quella del cardinale Gilles Deschamps.

## Stemma
| Immagine | Descrizione |
| -------- | --- |
| \| \|    | Robert de Croixmare Arcivescovo di Rouen Al centro di uno scudo azzurro, un leone d'oro, irto e lampassato di topazio. |
|          | |